# Peugeot Invest
Peugeot Invest, anciennement Société foncière financière et de participation, puis groupe FFP, est une holding française et une société d'investissement créée en 1929. Elle est cotée à la bourse de Paris et est contrôlée par Établissements Peugeot Frères, société de tête du groupe familial Peugeot, qui représente les intérêts de la famille Peugeot.

## Historique
Peugeot Invest est l’un des actionnaires historiques de Stellantis (et auparavant de Groupe PSA). S'appuyant sur son expérience industrielle, la société a développé une activité d’investissement dans des actifs diversifiés, composés essentiellement de participations directes minoritaires, de véhicules de capital-investissement, de co-investissements et d’immobilier.
En 2003, Robert Peugeot (1950-) est nommé PDG de FFP et commence une stratégie ambitieuse de diversification.
En mai 2020, Bertrand Finet est nommé directeur général de Peugeot Invest et poursuit la stratégie de diversification menée par Robert Peugeot. En mars 2023, Peugeot Invest annonce une évolution de sa direction générale et le départ de Bertrand Finet.
En septembre 2020, Peugeot Invest et les Établissements Peugeot Frères transfèrent l'intégralité de leurs titres dans le Groupe PSA à leur filiale commune Maillot I, devenue en février 2021 Peugeot 1810, détenue à 76,5 % par le groupe FFP et à 23,5 % par Établissements Peugeot Frères. Cette filiale détient alors 7,2 % de Stellantis, né de la fusion entre le Groupe PSA et Fiat Chrysler Automobiles en janvier 2021.
Le 22 février 2021, le groupe FFP annonce son changement de dénomination en « Peugeot Invest »,.
Au 31 décembre 2021, 80 % du capital de Peugeot Invest était détenu par la famille Peugeot, à travers les Établissements Peugeot Frères, 20 % correspondant à du flottant. La valeur de l'Actif Net Réévalué s'élevait à 5,9 Mds€.

## Participations
|                 |                 |                 |                 |                                                  |                                                  |                                                  |                                                  |                                                          |                                                          |                                                          |                                                          |                                                          |                                                          |                    |                    | Établissements Peugeot Frères (EPF) Président : Frédéric Banzet |                    |  |  |                 |                 |                        |                        |                        |                        |                        |                        |                        |                        |                                                                |                                                                |                                                                |                                                                |                                                                |                                                                |                    |                    |                              |                              |                              |                              |                              |                              |  |  |  |  |  |  |  |  |  |  |  |  |  |  |  |  |  |  |  |  |  |  |  |  |
|                 |                 |                 |                 |                                                  |                                                  |                                                  |                                                  |                                                          |                                                          |                                                          |                                                          |                                                          |                                                          |                    |                    |                                                                 |                    |  |  |                 |                 |                        |                        |                        |                        |                        |                        |                        |                        |                                                                |                                                                |                                                                |                                                                |                                                                |                                                                |                    |                    |                              |                              |                              |                              |                              |                              |  |  |  |  |  |  |  |  |  |  |  |  |  |  |  |  |  |  |  |  |  |  |  |  |
|                 |                 |                 |                 |                                                  |                                                  |                                                  |                                                  |                                                          |                                                          |                                                          |                                                          |                                                          |                                                          |                    |                    |                                                                 |                    |  |  |                 |                 |                        |                        |                        |                        |                        |                        |                        |                        |                                                                |                                                                |                                                                |                                                                |                                                                |                                                                |                    |                    |                              |                              |                              |                              |                              |                              |  |  |  |  |  |  |  |  |  |  |  |  |  |  |  |  |  |  |  |  |  |  |  |  |
|                 |                 |                 |                 | Peugeot Invest (80 %) Président : Robert Peugeot | Peugeot Invest (80 %) Président : Robert Peugeot | Peugeot Invest (80 %) Président : Robert Peugeot | Peugeot Invest (80 %) Président : Robert Peugeot | Peugeot Invest (80 %) Président : Robert Peugeot         | Peugeot Invest (80 %) Président : Robert Peugeot         |                                                          |                                                          |                                                          |                                                          |                    |                    |                                                                 |                    |  |  |                 |                 |                        |                        |                        |                        |                        |                        |                        |                        | Peugeot Frères Industrie (100 %) Président : Christian Peugeot | Peugeot Frères Industrie (100 %) Président : Christian Peugeot | Peugeot Frères Industrie (100 %) Président : Christian Peugeot | Peugeot Frères Industrie (100 %) Président : Christian Peugeot | Peugeot Frères Industrie (100 %) Président : Christian Peugeot | Peugeot Frères Industrie (100 %) Président : Christian Peugeot |                    |                    |                              |                              |                              |                              |                              |                              |  |  |  |  |  |  |  |  |  |  |  |  |  |  |  |  |  |  |  |  |  |  |  |  |
|                 |                 |                 |                 | Peugeot Invest (80 %) Président : Robert Peugeot | Peugeot Invest (80 %) Président : Robert Peugeot | Peugeot Invest (80 %) Président : Robert Peugeot | Peugeot Invest (80 %) Président : Robert Peugeot | Peugeot Invest (80 %) Président : Robert Peugeot         | Peugeot Invest (80 %) Président : Robert Peugeot         |                                                          |                                                          |                                                          |                                                          |                    |                    |                                                                 |                    |  |  |                 |                 |                        |                        |                        |                        |                        |                        |                        |                        | Peugeot Frères Industrie (100 %) Président : Christian Peugeot | Peugeot Frères Industrie (100 %) Président : Christian Peugeot | Peugeot Frères Industrie (100 %) Président : Christian Peugeot | Peugeot Frères Industrie (100 %) Président : Christian Peugeot | Peugeot Frères Industrie (100 %) Président : Christian Peugeot | Peugeot Frères Industrie (100 %) Président : Christian Peugeot |                    |                    |                              |                              |                              |                              |                              |                              |  |  |  |  |  |  |  |  |  |  |  |  |  |  |  |  |  |  |  |  |  |  |  |  |
|                 |                 |                 |                 |                                                  |                                                  |                                                  |                                                  |                                                          |                                                          |                                                          |                                                          |                                                          |                                                          |                    |                    |                                                                 |                    |  |  |                 |                 |                        |                        |                        |                        |                        |                        |                        |                        |                                                                |                                                                |                                                                |                                                                |                                                                |                                                                |                    |                    |                              |                              |                              |                              |                              |                              |  |  |  |  |  |  |  |  |  |  |  |  |  |  |  |  |  |  |  |  |  |  |  |  |
| Divers sociétés | Divers sociétés | Divers sociétés | Divers sociétés | Divers sociétés                                  | Divers sociétés                                  |                                                  |                                                  | Peugeot 1810 (75,5 % par Peugeot Invest, 23,5 % par EPF) | Peugeot 1810 (75,5 % par Peugeot Invest, 23,5 % par EPF) | Peugeot 1810 (75,5 % par Peugeot Invest, 23,5 % par EPF) | Peugeot 1810 (75,5 % par Peugeot Invest, 23,5 % par EPF) | Peugeot 1810 (75,5 % par Peugeot Invest, 23,5 % par EPF) | Peugeot 1810 (75,5 % par Peugeot Invest, 23,5 % par EPF) |                    |                    |                                                                 |                    |  |  |                 |                 | Peugeot Saveurs (80 %) | Peugeot Saveurs (80 %) | Peugeot Saveurs (80 %) | Peugeot Saveurs (80 %) | Peugeot Saveurs (80 %) | Peugeot Saveurs (80 %) |                        |                        | Groupe Sigma (13,5 %)                                          | Groupe Sigma (13,5 %)                                          | Groupe Sigma (13,5 %)                                          | Groupe Sigma (13,5 %)                                          | Groupe Sigma (13,5 %)                                          | Groupe Sigma (13,5 %)                                          |                    |                    | Bretagne Céramique Industrie | Bretagne Céramique Industrie | Bretagne Céramique Industrie | Bretagne Céramique Industrie | Bretagne Céramique Industrie | Bretagne Céramique Industrie |  |  |  |  |  |  |  |  |  |  |  |  |  |  |  |  |  |  |  |  |  |  |  |  |
| Divers sociétés | Divers sociétés | Divers sociétés | Divers sociétés | Divers sociétés                                  | Divers sociétés                                  |                                                  |                                                  | Peugeot 1810 (75,5 % par Peugeot Invest, 23,5 % par EPF) | Peugeot 1810 (75,5 % par Peugeot Invest, 23,5 % par EPF) | Peugeot 1810 (75,5 % par Peugeot Invest, 23,5 % par EPF) | Peugeot 1810 (75,5 % par Peugeot Invest, 23,5 % par EPF) | Peugeot 1810 (75,5 % par Peugeot Invest, 23,5 % par EPF) | Peugeot 1810 (75,5 % par Peugeot Invest, 23,5 % par EPF) |                    |                    |                                                                 |                    |  |  |                 |                 | Peugeot Saveurs (80 %) | Peugeot Saveurs (80 %) | Peugeot Saveurs (80 %) | Peugeot Saveurs (80 %) | Peugeot Saveurs (80 %) | Peugeot Saveurs (80 %) |                        |                        | Groupe Sigma (13,5 %)                                          | Groupe Sigma (13,5 %)                                          | Groupe Sigma (13,5 %)                                          | Groupe Sigma (13,5 %)                                          | Groupe Sigma (13,5 %)                                          | Groupe Sigma (13,5 %)                                          |                    |                    | Bretagne Céramique Industrie | Bretagne Céramique Industrie | Bretagne Céramique Industrie | Bretagne Céramique Industrie | Bretagne Céramique Industrie | Bretagne Céramique Industrie |  |  |  |  |  |  |  |  |  |  |  |  |  |  |  |  |  |  |  |  |  |  |  |  |
|                 |                 |                 |                 |                                                  |                                                  |                                                  |                                                  |                                                          |                                                          |                                                          |                                                          |                                                          |                                                          |                    |                    |                                                                 |                    |  |  |                 |                 |                        |                        |                        |                        |                        |                        |                        |                        |                                                                |                                                                |                                                                |                                                                |                                                                |                                                                |                    |                    |                              |                              |                              |                              |                              |                              |  |  |  |  |  |  |  |  |  |  |  |  |  |  |  |  |  |  |  |  |  |  |  |  |
|                 |                 |                 |                 | Forvia (3,14 %)                                  | Forvia (3,14 %)                                  | Forvia (3,14 %)                                  | Forvia (3,14 %)                                  | Forvia (3,14 %)                                          | Forvia (3,14 %)                                          |                                                          |                                                          | Stellantis (7,2 %)                                       | Stellantis (7,2 %)                                       | Stellantis (7,2 %) | Stellantis (7,2 %) | Stellantis (7,2 %)                                              | Stellantis (7,2 %) |  |  |                 |                 |                        |                        |                        |                        |                        |                        |                        |                        | Peugeot Outillage                                              | Peugeot Outillage                                              | Peugeot Outillage                                              | Peugeot Outillage                                              | Peugeot Outillage                                              | Peugeot Outillage                                              |                    |                    |                              |                              |                              |                              |                              |                              |  |  |  |  |  |  |  |  |  |  |  |  |  |  |  |  |  |  |  |  |  |  |  |  |
|                 |                 |                 |                 | Forvia (3,14 %)                                  | Forvia (3,14 %)                                  | Forvia (3,14 %)                                  | Forvia (3,14 %)                                  | Forvia (3,14 %)                                          | Forvia (3,14 %)                                          |                                                          |                                                          | Stellantis (7,2 %)                                       | Stellantis (7,2 %)                                       | Stellantis (7,2 %) | Stellantis (7,2 %) | Stellantis (7,2 %)                                              | Stellantis (7,2 %) |  |  |                 |                 |                        |                        |                        |                        |                        |                        |                        |                        | Peugeot Outillage                                              | Peugeot Outillage                                              | Peugeot Outillage                                              | Peugeot Outillage                                              | Peugeot Outillage                                              | Peugeot Outillage                                              |                    |                    |                              |                              |                              |                              |                              |                              |  |  |  |  |  |  |  |  |  |  |  |  |  |  |  |  |  |  |  |  |  |  |  |  |
|                 |                 |                 |                 |                                                  |                                                  |                                                  |                                                  |                                                          |                                                          |                                                          |                                                          |                                                          |                                                          |                    |                    |                                                                 |                    |  |  |                 |                 |                        |                        |                        |                        |                        |                        |                        |                        |                                                                |                                                                |                                                                |                                                                |                                                                |                                                                |                    |                    |                              |                              |                              |                              |                              |                              |  |  |  |  |  |  |  |  |  |  |  |  |  |  |  |  |  |  |  |  |  |  |  |  |
|                 |                 |                 |                 |                                                  |                                                  |                                                  |                                                  |                                                          |                                                          |                                                          |                                                          | Peugeot (100 %)                                          | Peugeot (100 %)                                          | Peugeot (100 %)    | Peugeot (100 %)    | Peugeot (100 %)                                                 | Peugeot (100 %)    |  |  | Citroën (100 %) | Citroën (100 %) | Citroën (100 %)        | Citroën (100 %)        | Citroën (100 %)        | Citroën (100 %)        |                        |                        | Cycles Peugeot (100 %) | Cycles Peugeot (100 %) | Cycles Peugeot (100 %)                                         | Cycles Peugeot (100 %)                                         | Cycles Peugeot (100 %)                                         | Cycles Peugeot (100 %)                                         |                                                                |                                                                | Peugeot Motocycles | Peugeot Motocycles | Peugeot Motocycles           | Peugeot Motocycles           | Peugeot Motocycles           | Peugeot Motocycles           |                              |                              |  |  |  |  |  |  |  |  |  |  |  |  |  |  |  |  |  |  |  |  |  |  |  |  |

### Peugeot 1810

#### Stellantis
À travers une filiale commune nommée Peugeot 1810, anciennement Maillot I, Peugeot Invest et les Établissements Peugeot Frères détiennent 7,2 % de Stellantis.
Avant la fusion du Groupe PSA avec Fiat Chrysler Automobiles, son principal actif (pour 28 % au 30 juin 2020) était une participation de 9 % dans le capital du Groupe PSA (la famille détiendrait par divers biais environ 13 % du capital). Le reste des actifs (72 %) relève d'une stratégie de diversification menée depuis 2003, qui consiste à décorréler le portefeuille de Peugeot Invest en investissant dans des secteurs et des géographies variées.

#### Faurecia
Lors de la fusion de PSA avec Fiat Chrysler Automobiles, la participation de Stellantis dans Faurecia est abaissée de 46,3 % à 39 % puis redistribuée à ses propres actionnaires début 2021. Peugeot 1810 en détient alors 3,14 % au 27 mars 2021.

### Autres participations
Pour Robert Peugeot, Président de Peugeot Invest, « Nous privilégions les investissements dans les entreprises où nous pouvons apporter notre expertise de la gestion des groupes familiaux. ».
Peugeot Invest possède des participations minoritaires dans : 
- plusieurs sociétés françaises cotées dont Safran, Orpea (5,05 %), Lisi, Tikehau Capital (2 %), Spie (5,46 %) ou le Groupe SEB (5,01 %),
- des fonds de capital-investissement[11],
- dans des placements de long terme avec JAB ou encore Lineage Logistics (en)[12].
- Au 31 décembre 2023, Peugeot Invest (via sa filiale Peugeot Invest UK Ltd détenue à 100 % par Peugeot Invest) détient 4,6 % du capital de SIGNA Prime Selection AG et 5 % du capital de SIGNA Development Selection AG. Dans un contexte de grande incertitude sur la continuité d’exploitation de ces sociétés, Peugeot Invest a procédé à une dépréciation totale de la valorisation de ces deux participations dans ses comptes au 31 décembre 2023. Robert Peugeot, qui siégeait au Conseil de surveillance des deux sociétés, a démissionné de ces mandats le 3 novembre 2023[13].

Le tout étant valorisé fin 2021 à 5,9 milliards d'euros.

### Peugeot Invest Assets
Peugeot Invest Assets, anciennement FFP Invest, et filiale de Peugeot Invest, détient depuis 2016, 19,8 % de l'entreprise Immobilière Dassault au 31 décembre 2019.

## Actionnariat
Peugeot Invest est détenue à 80 % par les Établissements Peugeot Frères (holding non cotée représentant les intérêts des héritiers de la famille Peugeot). Les 20 % restants sont flottants. Le conseil d'administration de la société est composé de représentants d'Établissements Peugeot Frères et d'administrateurs indépendants.